# 王以寧
王以宁（1567年—？），字祯甫，号咸所，浙江绍兴卫（今属绍兴市）人。軍籍。明朝官员。

## 生平
万历二十二年甲午科浙江鄉試舉人，二十六年（1598年）戊戌科进士。都察院觀政，萬曆二十七年（1599年）接替秦尚明，擔任南直隶常州府宜興縣知縣。建崇文书院，亲自讲学。三十三年行取，三十六年八月选授廣東道御史，差京通二仓，又巡按广东。三十二年提督南直隶四府学校，四十五年患病。四十六年官至福建布政使司参政，次年以养亲乞休。家居二十年卒。有《督學王公奏議》八卷。

## 家族
祖王显，封文林郎兵馬。父王鈇。孫王榖韋，字鄂叔，康熙庚戌進士，以淮安知府致仕。兄王榖振、兄子王德祚、王遐祚先後俱成進士。

## 引用
1. ↑  《萬曆二十六年戊戌科進士履歷》：王以宁，咸所，诗一房，丁卯十月十七生。绍兴未人，甲午五十六，会六十二，三甲百九十六。都察院政，己亥授宜兴知县，乙巳行取，戊申八月授广东道御史，本年差京通二仓，庚戌广东巡按，甲寅提督江南四府学校，丁巳患病，戊午升付建参政，己未养亲。曾祖。祖显，封文林郎兵馬。父鈇。

| 官衔          | 官衔                   | 官衔          |
| ------------- | ---------------------- | ------------- |
| 前任： 秦尚明 | 南直隶常州府宜興縣知縣 | 繼任： 喻致知 |